# Jezikovne manjšine v Evropi
Jezikovna manjšina je skupina oseb, katerih materni jezik ni uradni jezik države, kjer prebivajo. Lahko se torej zgodi, da jezik govori večina nekega kraja, a spada med manjšinske jezike, ker ni uradni jezik države, ki ji kraj pripada. Primer je lahko nemščina v Zgornjem Poadižju, kjer jo govori večina prebivalcev, a je manjšinski jezik v okviru Italije. Posebej je treba poudariti, da med jezikovne manjšine ne spadajo narečja in jeziki priseljencev.
Do nedavnega se je za te manjšine uporabljal izraz narodne ali etnične skupine, vendar se danes večinoma govori o jezikovnih manjšinah, pri čemer je velikokrat prav jezik najmočnejša (včasih celo edina) vez s tako imenovanim matičnim narodom, ki ima lahko drugačno zgodovino in navade ter predvsem drugo politično usmerjenost. 
Moderno pojmovanje jezikovnih manjšin, ki ne sprejema dogme o njihovi politični nevarnosti, je privedlo do ugotovitve in priznanja številnih skupin, ki so bile še pred kratkim neznane širši javnosti. Toda po mnenju nekaterih izvedencev je prav to pojmovanje prava nevarnost za nekatere večje jezikovne skupine, na primer nemške ali italijanske, med katerimi si nekatera narečja prizadevajo za status jezika, kar bi jih vključilo v jezikovne manjšine.

## Definicija manjšin v Evropski uniji
Evropska unija priznava pet skupin manjšinskih jezikov:
- Uradni jezik države članice EU, ki ni uradni jezik Unije (luksemburščina)
- Manjšinski jezik, ki se govori v eni sami državi članici (sardinščina)
- Manjšinski jezik, ki se govori v dveh ali več državah članicah (okcitanščina)
- Uradni jezik države članice, ki je v drugi državi manjšinski (slovenščina v Avstriji in Italiji)
- Neteritorialni jezik, ki se govori v več državah članicah, a mu ni moč pripisati stalnega ozemlja (romščina).

## Pravice jezikovnih manjšin
Razne države imajo različne odnose s svojimi manjšinami, ki so lahko priznane ali ne oziroma zaščitene ali ne. V totalitarnih državah se pojma prekrivata: če je manjšina priznana, je avtomatsko zaščitena, zato pa je priznanje ponekod težko dosegljivo. V demokratičnih državah je priznanje bolj enostavno doseči, zaščita pa zahteva svoj čas. To je v veliki meri odvisno od prevelikega števila samooklicanih manjšin, ki nimajo resnih pogojev za zaščito, a se potegujejo za določene privilegije, ki so povezani s statusom manjšine.
Evropska unija priznava manjšinskim jezikom med drugim sledeče pravice:
- enakopravnost z večinskim jezikom v zasebnem in javnem okolju. To pomeni pravico do rabe jezika v občilih (radio, televizija, tisk), za javne razglase, prometne znake in krajevne napise.
- enakopravnost z večinskim jezikom pri poučevanju v šolah zadevnega področja, kar pomeni pravico do šol s poukom v svojem jeziku.
- raba manjšinskega jezika v občevanju z oblastmi in javnimi ustanovami, kar pomeni prisotnost dvojezičnih uslužbencev in prevajalcev.
- študije in raziskave manjšinskega jezika v sklopu univerz, kar pomeni dodelitev državnih sredstev za štipendije in plače raziskovalcev.

V Evropi je poleg 23 uradnih jezikov več kot 60 drugih jezikov. Približno 50 milijonov oseb (14% prebivalstva) govori manjšinske jezike. Podatka odražata veliko jezikovno raznolikost Evrope, na kateri sloni njene kulture.

## Seznam jezikovnih manjšin
Skoraj vse Evropske države imajo na svojem ozemlju jezikovne manjšine. Posebej se omenja Irska, na čigar ozemlju je manjšinski jezik irska gelščina, ki ima danes status uradnega jezika Evropske unije. Spodnji seznam prikazuje samo večje skupine govorcev manjšinskih jezikov; niso bili upoštevani nekateri jeziki, ki so bili nedavno priznani kot manjšinski, na primer arvanitskoalbanski, ingrijski, jidiš, kašubski, korziški, kreolske skupine, latgalski, livonski, lužiškosrbski, dolnjesaški (plattduutsch), rusinski, setujski, tornedalskofinski, valonski, võrujski.
| Država              | Manjšinski jeziki |
| ------------------- | --- |
| Avstrija            | češki, hrvaški, madžarski, romski, slovaški, slovenski                                                                             |
| Belgija             | luksemburški, nemški |
| Ciper               | arabski, armenski |
| Češka republika     | madžarski, nemški, poljski, romski, slovaški                                                                                       |
| Danska              | nemški |
| Estonija            | beloruski, ukrajinski |
| Finska              | romski, ruski, samijski, švedski                                                                                                   |
| Francija            | baskovski, bretonski, flamski, katalonski, luksemburški, nemški, okcitanski                                                        |
| Grčija              | aromunski, bolgarski, makedonski, turški                                                                                           |
| Italija             | albanski, francoski, frankoprovansalski, furlanski, grški, hrvaški, katalonski, ladinski, nemški, okcitanski, sardinski, slovenski |
| Letonija            | beloruski, litvanski, poljski, romski, ruski, ukrajinski                                                                           |
| Litva               | karaimski, poljski, ruski |
| Luksemburg          | luksemburški |
| Madžarska           | armenski, bolgarski, grški, hrvaški, nemški, poljski, romski, romunski, slovaški, slovenski, srbski, ukrajinski                    |
| Nemčija             | danski, vzhodnofrizijski, severnofrizijski, romski, turški                                                                         |
| Nizozemska          | frizijski |
| Poljska             | beloruski, karaimski, kašubščina, nemški, romski, ukrajinski                                                                       |
| Portugalska         | mirandski |
| Slovaška            | bolgarski, češki, hrvatski, madžarski, nemški, poljski, romski, ukrajinski                                                         |
| Slovenija           | italijanski, madžarski |
| Španija             | aragonski, aranski, asturski (asturleonski), baskovski, galicijski, katalonski                                                     |
| Švedska             | finski, romski, samijski |
| Združeno kraljestvo | valižanski, škotskogelski, kornijski, skotščina                                                                                    |